# Rival Sons
Rival Sons é uma banda de rock norte-americana de Long Beach, Califórnia. Formada em 2009 do que restou da antiga banda de Scott Holiday, Black Summer Crush, que tinha como vocalista Thomas Flowers, o baterista Michael Miley, e o baixista Robin Everhart. Rival Sons nasceu quando Jay Buchanan foi persuadido a tentar cantar rock'n'roll e regravar "Before the Fire". Eles estão atualmente gravando seu quarto disco. O atual baixista da banda é David Beste, depois que Robin Everhart deixou a banda em Agosto de 2013. Assinados com a Earache Records, a banda lançou o quinto disco de estúdio intitulado Hollow Bones no dia 6 de Junho na Europa, 9 de Junho no Reino Unido e 10 de Junho nos Estados Unidos. Este álbum foi produzido por Dave Cobb, que já venceu um Grammy, e gravado em apenas três semanas.

## História

### Início
Todos os membros do Rival são do cenário musical de Long Beach. Antes da formação do Rival Sons, Jay Buchanan gravou álbuns projetos solos e com sua antiga banda Buchanan.  A banda Buchanan havia lançado o ‘'All Understood’' em 2004 e True Love EP em 2006. Scott Holiday teve seu primeiro sucesso na banda Human Lab que gravaram um álbum pela Atlantic Records que nunca foi lançado, então no Black Summer Crush, onde tinha a companhia de Michael Miley, que havia feito sucesso como músico de estúdio. Anteriormente ele também esteve na Veruca Salt (2005) e na Carson Daly TV band, e Miley conhecer Robin Everhart no Isaac Hayes, quando tocaram em um evento beneficente, Hurricane Katrina.
Scott Holiday estava procurando por um vocalista depois de se separar do Black Summer Crush e viu Jay Buchanan no MySpace. Michael Miley havia tocado com Jay Buchanan em sua breve passagem pelo Buchanan.

### 2009-2011

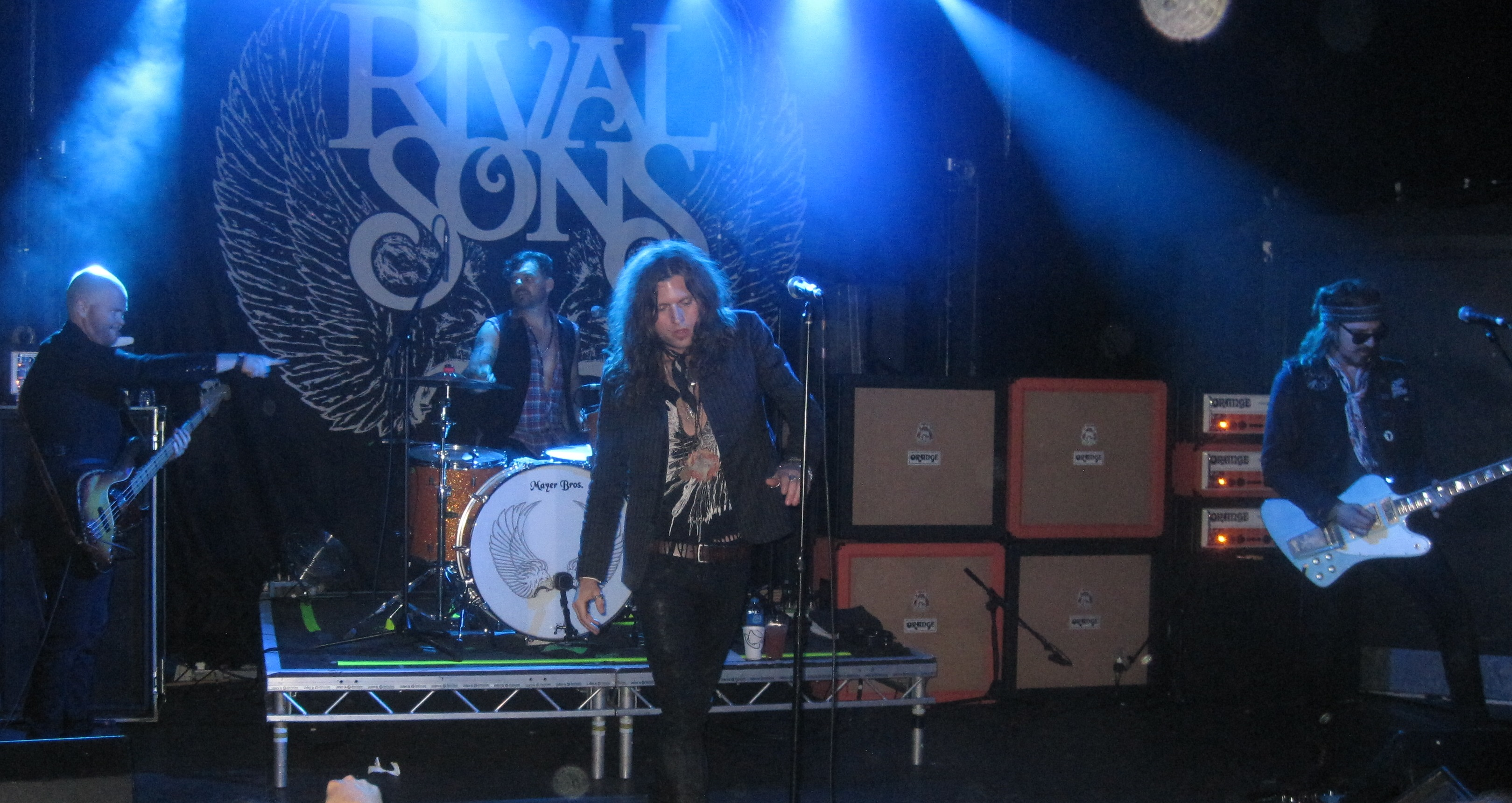
Rival Sons no palco em Abril de 2013.

Rival Sons foi a primeira banda de rock em que Jay Buchanan cantou e ele era inicialmente cético como cantor e escritor de blues e olhava para a banda como um projeto paralelo. Ele se surpreendeu pela reação e o sucessos que a banda recebeu com seu primeiro álbum independente Before the Fire (2009). Jack Rivera do Huffington Post eles como “Uma banda de Rock para ser assistida” em Novembro de 2009. A banda abriu para o AC/DC, Alice Cooper e Kid Rock e tocaram durante a 500 Milhas de Indianápolis.
Eles lançaram na sequencia um EP (independente) em 2010, que chamou a atenção da Earache Records o fundador Digby Pearson e a banda assinaram um contrato em Novembro de 2010 que levou à gravação de Pressure & Time no começo de 2011.
O EP foi relançado digitalmente pela Earache Records em Fevereiro de 2011, onde estrearam seu single europeu, "Torture".
Em Março de 2011 shows no Canadian Music Week, SXSW e na House of Blues foram anunciados.
Rival Sons tocaram na festa de Super Bowl de Gene Simmons' ‘Aces & Angels’ dia 2 de Fevereiro de 2011 antes de fazerem sua estreia Europeia no Camden Barfly em 12 de Fevereiro de 2011 pela HMV Next Big Thing. Vintage Trouble ajudou a banda a vender todos os ingressos, iniciando uma sequencia de shows pela Europa com ingressos esgotados.
Rival Sons estavam ansiosos para gravarem e lançarem um novo álbum nesse ano, escrevendo e gravando todo o material juntos no estúdio por meses. O processo criativo de gravar "ao vivo" foi a chave para definir seu som e Scott Holiday se refere a isso dizendo que traz de novo o "perigo" do rock'n'roll.
A banda gravou todas as suas músicas com o premiado produtor Dave Cobb que anteriormente morava em Los Angeles mas agora vive em Nashville, Tennessee.
Rival Sons lançaram seu segundo álbum Pressure & Time em Junho de 2011 chegando á No.1 nas melhores vendas da Amazon e 19 em categorias da Billboard.
Storm Thorgerson que trabalhou como artistas como Pink Floyd, Led Zeppelin e Genesis produziu a capa. Storm gostou de Rival Sons e disse: "Eu acho que você não sabe ao certo o que está acontecendo aqui. Pra mim é uma imagem sobre medo ou preocupação.  Aqui está alguém prestes a descer e não sabe o que eles vão enfrentar, ou onde isso pode levar. Então, em sua mente, ele está imaginando a ação. Mas o que você vê - em sua mente, ele focado no que pode acontecer. Quando ele chega ao final da escada, a onde ele vai? Vira para a esquerda, direita  ou segue em frente? - tudo é possível. E eu acredito que essa capa deixaram os fãs da banda intrigados por um tempo. Para mim, a capa pode ser parte do álbum, e não apenas a embalagem."
Rival Sons tocou em sequencia em várias datas no Canadá em Maio de 2011, como no SXSW, Hangout festival e The Viper Room, e depois voltaram à Europa para tocar em outros festivais Azkena, Sonisphere, Rock Werchter, Main Square, Putte Parken, e Bospop em Julho de 2011. Então a banda se junto à Judas Priest, Queensryche e Lady Starlight em uma tour Britânica.

### Turnês 2011

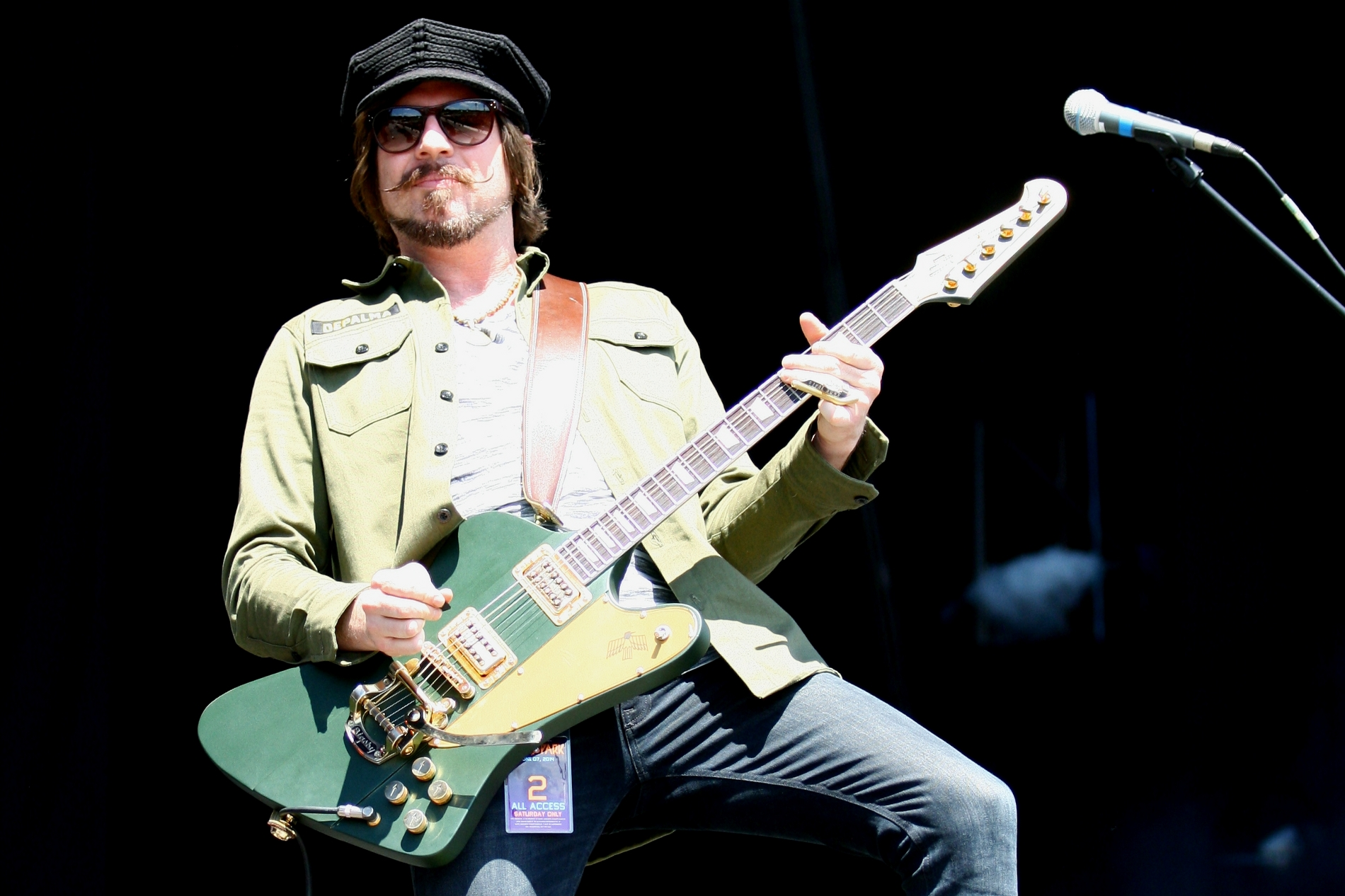
Scott Holiday no Rock In Park 2014

A música "Torture" do Rival Sons foi usada no filme Real Steel em Outubro de 2011 e a banda abriu para o Evanescence em um pedido pessoal de Amy Lee nos EUA em Outubro/Novembro de 2011, e tocaria juntos novamente em Janeiro de 2012, a banda voltou à Europa para uma turnê solo, Novembro/Dezembro de 2011. Eles tocaram em um show acústico surpresa no St. Pancras em Londres.
A banda também se apresentou no Die Harald Schmidt Show e neoParadise tocando versões acústicas do seu set no evento anual Classic Rock awards no Roundhouse em Londres, e sendo votado como ‘Melhor Nova Banda’ pelos ouvintes da Planet Rock Radio. Pressure & Time foi votado como segundo melhor álbum do ano pela Classic Rock Magazine.

### 2012-2013
Em Fevereiro de 2012 a banda foi para o Honey Pye studios em Nashville, Tennessee para em apenas 20 dias gravarem seu terceiro álbum novamente com Dave Cobb e dessa vez com o premiado engenheiro de som Vance Powell (Jack White, The Raconteurs).
O álbum Pressure & Time foi reeditado e lançado com uma versão Deluxe Edition contendo o último single Face of Light. Um vídeo clipe para 'Face of Light' foi filmado no Reino Unido depois a banda embarcou para shows nos EUA e Canadá, eventos como Rock on the Range e Big Music Fest antes de embarcarem em novo tour pela Europa para os festivais de verão incluindo Rock Am Ring, Sweden Rock, Ruisrock, Bukta, Graspop e Download. A banda também tocou em shows europeus com Evanescence e Eagles of Death Metal como também com o Black Stone Cherry.

Quando tocaram na Estónia o baterista Mike Miley conheceu uma mulher estoniana, com quem se casou mais tarde e teve um filho.

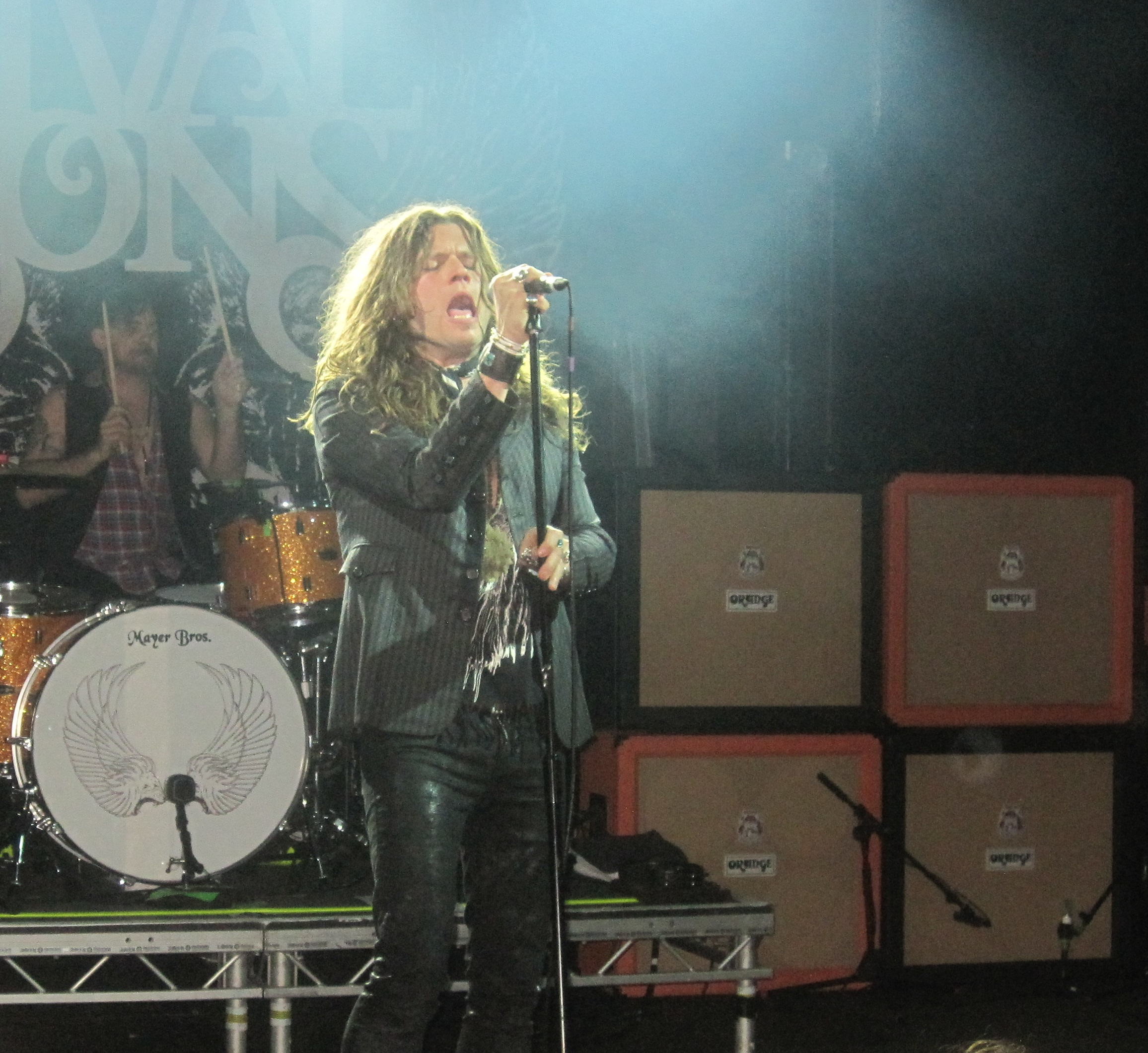
Jay Buchanan on stage at the Cambridge Junction, 2013

O terceiro álbum do Rival Sons, Head Down, foi lançado em Setebro de 2012 e foi aclamado pela crítica. O álbum alcançou o No. 31 dos álbuns do Reino Unido, No.5 no categoria Indie do Reino Unido, No.6 na Suécia, No.13 na Finlândia, No.14 na Noruega, No.30 Suíça e No. 38 na Alemanha. O lançamento do single Keep On Swinging começou nos trend do Twitter, e o vídeo causou algumas controvérsias sendo gravado em uma igreja com cobras. A banda fez outra turnês europeia com seus shows esgotados e saiu como capa da revista Classic Rock e ganhou o prêmio de ‘Artista Revelação’ pela Vic Reeves.
Em Janeiro de 2013 a banda lança seu segundo single Head Down com um vídeo para Until The Sun Comes dirigido por Simon Gesrel, conhecido por seus trabalhos de stop motion e por ter trabalho com Michel Gondry (The White Stripes, Björk).
Em Março a banda gravou para o Billboard The Beat e apareceu no Jimmy Kimmel Live em 7 de Março de 2013 e saíram para outra tour europeia com o The Balconies, então no Reino Unido em Abril em parceira com The Graveltones e Ulysses culminando em mais ingressos esgotados para Shepherds Bush Empire. Rival Sons também tocou em uma rádio em St. Pancras, Londres, para levantar fundos novamente para NSPCC. Rival Sons fez uma pequena tour pelo meio-este dos Estados Unidos em Maio antes de retornar para a Europa em Junho e tocar em mais festivais de verão incluindo Download, Kivenlahti Rock, Bergenfest, Bravalla, Main Square e Open Air St. Gallen. A banda também abriu para o Kiss Na Itália e Noruega.
Em Janeiro de 2014 o Rival Sons retornou ao estúdio em Nashville com o produtor Dave Cobb para produzir seu quarto álbum. Em meio a grande expectativa de sua base de fãs, o aclamado Great Western Valkyrie foi lançado em junho de 2014. Mesmo antes do lançamento do novo álbum, o Rival Sons começou sua turnê europeia e fez a abertura para a banda Aerosmith em Helsinque na Finlândia e Estocolmo na Suécia. A turnê de verão continuou pela Europa e na Alemanha no Rock Am Ring e Rock In Park, e em seguida participou de quatro shows esgotados no Reino Unido e na lendária Isle of Wight Festival. E a maior novidade foi o anúncio do novo membro de turnê, o tecladista Todd Ögren-Brooks que assume os teclados nos shows ao-vivo e participa das gravações de álbuns de estúdio da banda.

## Membros

### Atuais
Jay Buchanan – vocais, gaita (2009–presente)

Scott Holiday – guitarra, vocais de apoio (2009–presente)

Mike Miley – bateria (2009–presente)

David Beste – baixo, vocais de apoio (2013–presente)

### Ex-membros
Robin Everhart - baixo (2009-2013)

### Turnês
Todd Ögren-Brooks – teclados, vocais de apoio (2014–presente)

## Discografia

### Álbuns de estúdio
- 2009 - Before the Fire
- 2011 - Pressure & Time
- 2012 - Head Down
- 2014 - Great Western Valkyrie
- 2016 - Hollow Bones
- 2019 - Feral Roots
- 2023 - Darkfighter
- 2023 - Lightbringer

### EPs
- Rival Sons - EP (2011)

### Singles
| 2011                                                   | "Pressure and Time"              | 48 | 4  | —  | Pressure & Time |
| 2012                                                   | "All Over the Road"              | —  | —  | —  | Pressure & Time |
| 2012                                                   | "Company Man/Life for this Road" | —  | —  | —  | Pressure & Time |
| 2012                                                   | "Face of Light"                  | —  | 20 | —  | Pressure & Time |
| 2012                                                   | "Keep On Swinging"               | —  | 1  | 34 | Head Down       |
| 2013                                                   | "Until The Sun Comes"            | —  | 5  | —  | Head Down       |
| 2013                                                   | "Wild Animal"                    | —  | —  | —  | Head Down       |
| "—" significa um lançamento que não chegou as paradas. |                                  |    |    |    |                 |